# Картимандуя
Картимандуя — правительница кельтского племени бригантов на севере Британии с 43 до 69 года. Союзница Римской империи.

## Жизнеописание
Нет сведений о месте и дате рождения Картимандуи. Известно лишь, что власть она унаследовала от отца в 43 году. Она правила вместе с представителем знатной семьи — Венутием. В это время в Британию вторглись римские войска во главе с императором Клавдием. С самого начала Картимандуя внимательно следила за ходом войны между Каратаком и римлянами, после победы последних и захвата Камулодуна (современный Колчестер), Картимандуя начала вести переговоры с римлянами, но не спешила признавать их власть.
В 48 году римский военный Публий Осторий Скапула нанёс ряд поражений войскам Каратака, заставив последнего отступить вглубь острова. После этого Картимандуя признала свою зависимость от Рима и установила союзнические отношения с Публием Осторием Скапулой. В 50 году Каратак бежал к бригантам, здесь он стал уговаривать начать войну против римлян. Впрочем, Картимандуя приказала заковать Каратака и выдала его Публию Осторию Скапуле. После этого она пользовалась значительным уважением и поддержкой римлян.
В 57 году Картимандуя рассталась с Венутием и вышла замуж за воина Веллоката. Оскорблённый Венутий собрал войска и начал войну против Картимандуи. На помощь ей пришёл римский наместник Авл Дидий Галл, который разбил Венутия и заставил его бежать. Окончательное поражение ему нанес Цезий Назика. После этих событий Картимандуя спокойно правила до 69 года. Когда в Риме началась борьба за власть и сменилось несколько императоров, воспользовавшись этим Венутий вновь напал на Картимандую и заставил её бежать в военный лагерь римлян.
При правлении императора Веспасиана римляне восстановили власть над бригантами. Впрочем, после 69 года имя Картимандуи не упоминается.